# Carl Millöcker

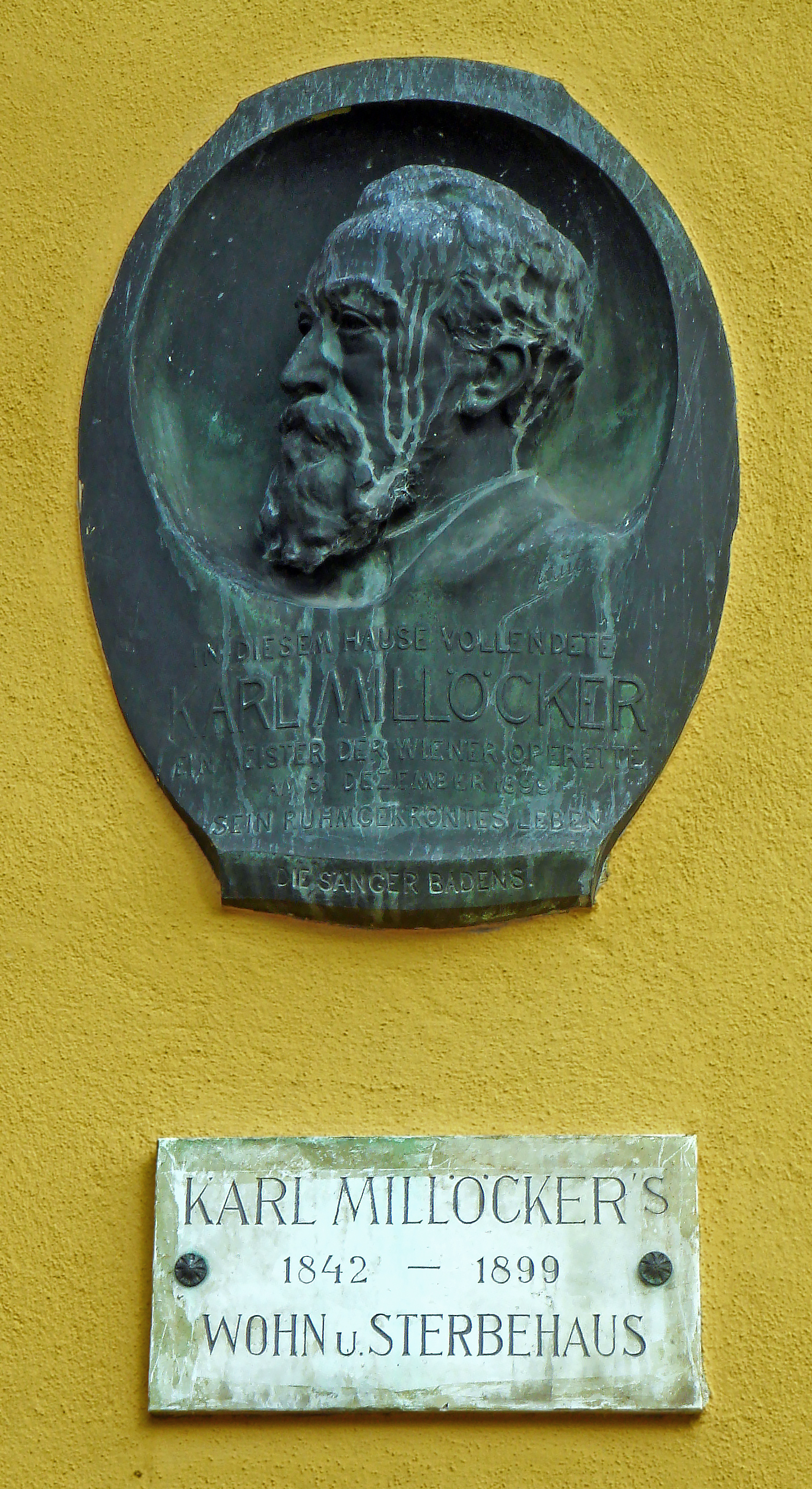
Minnesplakett.

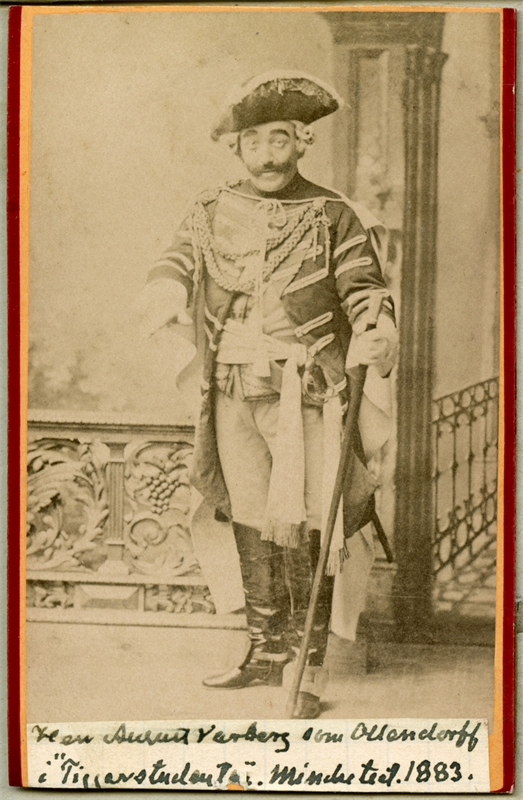
August Warberg som Överste Ollendorff i Tiggarstudenten vid svenska uruppförandet 1883.

Carl Millöcker (Carl Joseph Millöcker) född 29 april 1842 i Wien, död 31 december 1899 i Baden (Niederösterreich), begravd 27 oktober 1900, var en österrikisk kompositör och dirigent. Han betecknas som en av den klassiska wienoperettens tre stora.

## Biografi
Millöcker, som var son till en guldsmed, fick studera flöjt vid Wienkonservatoriet och blev 1858 flöjtist vid Theater der Josefstadt. På rekommendation av Franz von Suppé fick han engagemang som kapellmästare vid olika orkestrar och till sist vid Theater an der Wien. Uppmuntrad av von Suppé började han även komponera, till en början musik till olika folklustspel, och därefter operetter. Efter flera mindre lyckade försök, kom genombrottet 1882 med Tiggarstudenten. Efter succén i Wien blev den även en internationell framgång och detta gjorde det möjligt för Millöcker att dra sig tillbaka från dirigentarbetet. Komponistens egen favoritoperett sägs ha varit Gasparone, men ingen uppnådde en framgång jämförbar med Tiggarstudenten.
Totalt skrev Millöcker tjugo lätta operor varav sexton beskrivs som operetter, en som ett sångspel, en som en "Volksoper" ("folkopera"), medan de andra två lämnades obestämda. Hans musik är nära förknippad med Theater an der Wien i Wien, där fjorton av hans verk fick sitt uruppförande.

## Verk

### Operetter
- 1878 – Das verwunschene Schloss
- 1879 – Gräfin Dubarry, omarbetad av T. Mackeben 1931 = Die Dubarry (Stockholm 1933)
- 1880 – Apajune, der Wassermann
- 1881 – Die Jungfrau von Belleville = Bellevilles mö (Stockholm 1883)
- 1882 – Der Bettelstudent = Tiggarstudenten (Stockholm 1883)
- 1884 – Gasparone (Stockholm 1885)
- 1884 – Der Feldprediger
- 1886 – Der Viceadmiral = Viceamiralen (Stockholm 1888)
- 1890 – Der arme Jonathan = Stackars Jonathan (Stockholm 1890)
- 1892 – Das Sonntagskind = Söndagsbarnet (Stockholm 1892)
- 1894 – Der Probekuss
- 1896 – Das Nordlicht = Norrskenet (Stockholm 1897)